# Свети Димитър и Свети Стефан (Стефанина)
„Свети Димитър и Свети Стефан“ (на гръцки: Ιερός Ναός Αγίου Δημητρίου και Αγίου Στεφάνου) е възрожденска православна църква в източномакедонското село Стефанина (Стибан), Егейска Македония, Гърция, енорийски храм на Сярската и Нигритска епархия на Вселенската патриаршия.

## История
Храмът е построен в XIX век. В архитектурно отношение е типичната за епохата трикорабна базилика с притвор на запад, трем на запад и частично на юг и камбанария в югозападния ъгъл на двора. Една от царските икони – на Исус Христос, е смятана за чудотворна. В църквата има икона „Успение Богородично“ на зографа Михаил Димов (Михаил Димопулос).
В 1982 година църквата е обявена за паметник на културата.